# California Community Colleges System
Das California Community Colleges System (CCCS) ist ein "tertiärer Bildungsverbund" von Community Colleges im US-Bundesstaat Kalifornien. Es gibt derzeit insgesamt 115 zugelassene örtliche Colleges sowie das Online-College Calbright College mit insgesamt mehr als 2,1 Millionen Studenten.

## Geschichte
Im Jahr 1907 ermächtigte die California State Legislature die High Schools des Bundesstaates, sogenannte Junior Colleges zu gründen, um so genannte postgraduale Studiengänge anzubieten, die den Kursen in den ersten beiden Jahren eines Universitätsstudiums ähnelten, da sie einen Nutzen für die Gesellschaft in der Bildung nach der High School sahen, aber feststellten, dass die Last von den bestehenden Colleges nicht getragen werden könne. Bis 1932 entstanden in Kalifornien 38 Junior Colleges.  Durch die GI Bill von 1944 stieg die Zahl der College-Einschreibungen drastisch an, und 1950 gab es bereits 50 Junior Colleges. Im Jahr 1967 wurden die Junior Colleges zu Community Colleges umgewandelt. Die Legislative schuf mit Zustimmung des Gouverneurs das Board of Governors for the Community Colleges in Sacramento, um die Community Colleges zu beaufsichtigen, und richtete formell das System der Community College Distrikte ein, wobei alle Gebiete des Staates in einen Community College Distrikt einbezogen werden mussten. Es bestehen derzeit 115 zugelassene Colleges und das Online-College Calbright College.

## Organisation
Der Verbund setzt sich zusammen aus dem Board of Governors der California Community Colleges und 73 Community College Distrikten. Die Distrikte betreiben derzeit insgesamt 115 zugelassene Colleges. Das Online-College Calbright College ist nicht akkreditiert. Die California Community Colleges sind mit mehr als 2,1 Millionen Studenten die zahlenmäßig größte Hochschuleinrichtung der Vereinigten Staaten.
Im Rahmen des kalifornischen Masterplans für das Hochschulwesen sind die California Community Colleges Teil des dreistufigen öffentlichen Hochschulsystems des Bundesstaates, zu dem auch der Verbund der University of California und der Verbund der California State University gehören. Wie die beiden anderen Verbünde wird auch das CCCS von einem Executive Officer und einem Verwaltungsrat geleitet. Der 17-köpfige Gouverneursrat (Board of Governors, BOG) gibt die Richtung für das System vor und wird vom kalifornischen Gouverneur ernannt. Der Vorstand ernennt den Kanzler, der der oberste Geschäftsführer des Systems ist. Die auf lokaler Ebene gewählten Kuratorien arbeiten auf Distriktebene mit den Präsidenten zusammen, die die einzelnen Colleges leiten.
Das CCCS ist Gründungs- und Gründungsmitglied von CENIC, der Corporation for Education Network Initiatives in California, einer gemeinnützigen Organisation, die der kalifornischen Forschungs- und Bildungsgemeinschaft ein extrem leistungsfähiges internetbasiertes Netzwerk zur Verfügung stellt.

## Colleges (Auswahl)
- Allan Hancock College, Santa Maria
- Antelope Valley College, Lancaster
- Barstow Community College, Barstow
- Butte College, Oroville
- Cañada College, Redwood City
- Cabrillo College, Aptos
- Cerritos College, Norwalk
- Chaffey College, Rancho Cucamonga
- College of Marin, Kentfield und Novato
- College of San Mateo
- College of the Redwoods, Eureka
- College of the Sequoias, Visalia
- Contra Costa College, San Pablo
- De Anza College, Cupertino
- Diablo Valley College, Pleasant Hill
- East Los Angeles College
- El Camino College, Torrance
- Foothill College, Los Altos Hills
- Fresno City College
- Gavilan College, Gilroy
- Glendale Community College, Glendale
- Grossmont College, El Cajon
- Hartnell College, Salinas
- Laney College, Oakland
- Lassen Community College, Susanville
- Los Angeles City College
- Los Angeles Harbor College
- Los Angeles Trade–Technical College
- Mission College, Santa Clara
- Monterey Peninsula College, Monterey
- Mt. San Antonio College, Walnut
- Orange Coast College, Costa Mesa
- Palomar College, San Marcos
- Pasadena City College
- Rio Hondo College, Whittier
- Riverside City College
- Sacramento City College
- Saddleback College, Mission Viejo
- San Bernardino Valley College
- San Joaquin Delta College, Stockton
- San José City College
- Santa Barbara City College
- Santa Monica College
- Santa Rosa Junior College
- Solano Community College, Fairfield
- Skyline College, San Bruno
- Taft College, Taft
- Ventura College
- West Los Angeles College
- Yuba College, Marysville